# Zmierzch (powieść)
Zmierzch (ang. Twilight) – pierwsza część powieści o miłości wampira i nastolatki, autorstwa Stephenie Meyer. Książka została wydana w Polsce 1 stycznia 2007 roku. Jest to pierwsza część serii o tym samym tytule.

## Fabuła
Siedemnastoletnia Isabella Swan przeprowadza się do nowego miasteczka, gdzie poznaje Edwarda Cullena, tajemniczego chłopaka o nadludzkich zdolnościach. Z czasem zafascynowana nim dziewczyna odkrywa, że chłopak jest wampirem.

## Bohaterowie
- Isabella „Bella” Swan – córka Charliego Swana i Renée Swan-Dwyer, pasierbica Philla Dwyera. Przez pierwsze kilka miesięcy swojego życia mieszkała w Forks, później jej rodzice się rozwiedli i zamieszkała z matką w słonecznym Phoenix. Ma 17 lat, 162 cm wzrostu, bardzo jasną karnację, długie i gęste ciemnobrązowe loki, odziedziczone po ojcu, włosy w słońcu mają rudawy odcień, brązowe (o barwie mlecznej czekolady) oczy i pełne usta. Jest bardzo niezdarna, sarkastyczna, niezbyt pewna siebie, uparta, nie lubi dzielić się tym, co czuje. Jeździ starym pick-upem, Chevroletem.
- Edward Cullen – wyjątkowo przystojny, ma bardzo jasną karnację, miedziane włosy w specjalnym nieładzie, oczy, które zmieniają swą barwę (jasnozłoty-czarny), jest wysportowany, muskularny, ma siedemnaście lat, jest wampirem. Przybrany syn Esme i Carlisle Cullenów, przybrany brat Emmetta, Alice, Jaspera, Rosalie. Jeździ srebrnym volvo, jest inteligentny, oczytany, zabawny, romantyczny, błyskotliwy, troskliwy, dość porywczy, szybko zmienia mu się nastrój. Podczas polowania przypomina pumę, gustuje właśnie w niej. Wysoki, o pięknej twarzy, Bella nie jest w stanie uwierzyć, że anioły mogą być piękniejsze. Czyta w myślach, jest bardzo szybki, uwielbia szybkie samochody i bardzo szybką jazdę, jest świetnym kierowcą. Urodził się w 1901 roku w Chicago, Carlisle przemienił go w wampira gdy w wieku siedemnastu lat umierał na hiszpankę. Jego rodzice zmarli przed nim. Jako pierwszy dołączył do Carlisle’a. Jest skromny, ma wiele talentów, np. potrafi grać na fortepianie. Najszybszy ze swojej przybranej rodziny.

## Przemiana w wampira
Oprócz posiadania niezwykłych zdolności, jak szybkość, siła, piękno, wabiące ludzi. Wampiry posiadają też broń, jaką są kły, w których znajduje się jad, potrafiący unieruchomić ofiarę. Rozchodzi się pomału w całym krwiobiegu, a jeśli nie zostanie wyssany nastąpi przemiana, trwająca zazwyczaj kilka dni, zależnie od ilości jadu i odległości od serca. Tak długo, jak serce bije, trucizna rozprzestrzenia się, zmieniając kolejne fragmenty organizmu i ciała, wspomagając tym samym gojenie ran. Gdy przemiana dobiega końca, serce przestaje bić. Przez cały czas trwania procesu przemiany ofiara marzy jedynie o śmierci.

## Okładka
Autorka chciała, żeby okładka książki przedstawiała jabłko – tradycyjnie uznawane za zakazany owoc z Księgi Rodzaju. Symbolizuje on zakazaną miłość Belli i Edwarda. Nawiązuje do tego również cytat z początku książki (Księga Rodzaju 2,17 (BT)). oraz wybór.

## Nagrody i nominacje
Zmierzch został wyróżniony wieloma prestiżowymi nagrodami m.in.:
- New York Times Best Seller list – książka zadebiutowała na liście na pozycji 5.
- Publishers Weekly w kategorii „Najlepsza książka roku"
- Amazon.com w kategorii „Najlepsza książka dekady...jak dotąd"
- Teen People w „Hot list"
- American Library Association „Top 10 najlepszych książek dla młodzieży” oraz „Top 10 książek dla niechętnych czytelników"

## Tytuł
Tytuł symbolizuje trzy rzeczy. Nawiązuje do zmierzchu normalnego życia Belli. Kończy się ono w momencie spotkania Edwarda, kiedy to Bella poznaje świat, o którego istnieniu nie miała pojęcia. Pozostałe dwie symboliki przypadają na wypowiedzi Edwarda: „I znów zmierzch. (...) Kolejny dzień dobiega końca. Choćby nie wiem, jak był piękny, jego miejsce zajmie noc”. i „Chętna zakończyć swoje życie, nie zaznawszy dorosłości (...) Chętna uczynić z młodości zmierzch swojego życia. Gotowa wyrzec się wszystkiego"

## Adaptacja filmowa
Na podstawie książki został nakręcony film o tym samym tytule. Jego reżyserem jest Catherine Hardwicke, a w rolach głównych występują Kristen Stewart i Robert Pattinson. Premiera filmu w USA odbyła się 21 listopada 2008 roku.